# Amel Mokhtar
Amel Mokhtar (Makthar, 4 de abril de 1964) es una novelista tunecina. 

## Educación
Es originaria de la ciudad de Sars, en la gobernación de Al- Kāf, en el noroeste de la República de Túnez. Realizó su educación primaria con distinción en la ciudad de Sars, La escuela secundaria con distinción en Ciencias Matemáticas que terminó con la obtención de un título de bachillerato en 1984. Prosiguió estudios universitarios en el campo de las Ciencias Naturales en la Facultad de Ciencias de Túnez, entre 1984 y 1986, que terminó con una interrupción deliberada de sus estudios después de su segundo año.

## Obras
- Escribió reflexiones y cuentos desde su adolescencia. En 1984, comenzó a publicar sus escritos en periódicos y revistas tunecinas, como el periódico "Al-Masar" (El Camino), la revista de la Unión de Escritores Tunecinos y la revista "Al-Hayat Al-Thaqafiyyah" (Vida Cultural) que publica el Ministerio de Cultura de Túnez.
- En 1993 publicó su primera novela, "Brindis por la Vida” (Nakhab Al-Hayat) en la editorial de Dar al-Adab en Beirut, Líbano. Con esta novela, ganó el Premio a la Creatividad Literaria del Ministerio de Cultura en 1994. La novela provocó una gran controversia en la escena cultural tunecina y los críticos la consideraron una desviación de la novela tunecina.

- En 2002 su segunda novela, “La Mecedora” (Al-Koursi Al-Hazzaz) fue publicada por la editorial Siras li-l-Nashr, en Túnez. La novela fue prohibida por la censura, se distribuyó a principios del 2008 y fue muy popular.
- En 2003 publicó su primera colección de cuentos: "No te Enamores de Este Hombre" (La Ta'ashaki Haza Al-Rajol), en la editorial Sahar en Túnez.
- Publicó su segunda colección de cuentos: "El Genio Tiene un Rostro Hermoso" (Lil Maared Wajeh Jamil) en la editorial Sahar en Túnez.
- En 2006 publicó su tercera novela, "El Maestro" en la editorial Sahar, y ganó el premio del jurado en el concurso de novelas tunecino COMAR D’Or.
- Tiene manuscritos narrativos Algunos de sus textos de narrativa inéditos -no publicados- son: “La Rubia” (Al-Shaqra’), “Catherine en el Barrio de Hilal” (Catherin Fi Hay El-Hilal), “Descalza” (Hafiyat Al-Kadamayn), “Que la Muerte te Olvide” (Yansak El-Mawt), “El Carnero” (Al-Hamal), y “La Mujer de Arcilla” (Emra'at Al-Tin).

## Cargos ocupados
- Se inició en el periodismo en 1984 como editora en el departamento cultural de varios periódicos tunecinos: Al-Ayyam, Al-E’elan, Al-Sada, Al-Sabah, Al-A’amal, Al-Hurriya y La revista de la radio y televisión.

- Trabajó para el Establecimiento Tunecino de Radio y Televisión y presentó programas televisivos y de radio. Actualmente está produciendo y presentando el programa de entrevistas Kharij Al-Nas" (Fuera del texto), en la Radio Cultural de Túnez.
- Desde 1990 hasta 1993, trabajó con muchos periódicos y revistas árabes como la revista iraquí Alif Ba` y el periódico Al-Quds Al-Arabi. Además, fue redactora en la revista emiratí Imra'at Al-Yawm de 2004 a 2006.
- Participó con sus testimonios e intervenciones en numerosos festivales y seminarios literarios dentro y fuero de Túnez en los siguientes países: Argelia, Marruecos, Libia, Egipto, Irak, Jordania, Siria, Líbano, Italia, Alemania, Turquía y Francia…
- Actualmente trabaja en la sección cultural del Periódico de la Prensa Tunecina como editora en jefe y responsable de una página semanal sobre asuntos de la mujer.

## Membresía en organizaciones y asociaciones
- Miembro de la Unión de Escritores Tunecinos desde 1993.
- Miembro del Sindicato de Periodistas Tunecinos desde 1988.

## Premios
- En 1986 ganó el Premio del Cuento Corto en el Festival de Escritores Jóvenes en Hay El Zohour, Egipto.
- En 1988 ganó el primer premio de cuentos en el concurso Tahar Haddad.
- En 1994 ganó el Premio de Creatividad Literaria del Ministerio de Cultura por su novela "Brindis por la vida".
- En 2006 ganó el premio del jurado en el concurso de novela tunecina COMAR D’or por su novela "El maestro".

- Datos: Q6827363